# Apachemiris areolatus
Apachemiris areolatus är en insektsart som beskrevs av Carvalho och Schaffner 1974. Apachemiris areolatus ingår i släktet Apachemiris och familjen ängsskinnbaggar. Inga underarter finns listade i Catalogue of Life.